# 花の業平 -忍ぶの乱れ-
『花の業平』-忍ぶの乱れ-（はなのなりひら しのぶのみだれ）は宝塚歌劇団のミュージカル作品。星組公演。形式名は宝塚が「新春王朝ロマン」、東京・中日劇場が「王朝ロマン」。17場。
作者は柴田侑宏、演出・振付は尾上菊之丞。宝塚における本公演の併演作品は『夢は世界を翔けめぐる -THE WORLD HERITAGE 2001-』、東京における本公演・中日劇場は『サザンクロス・レビューII』。

## 解説
※『宝塚歌劇100年史（舞台編）』の宝塚大劇場公演のページを参考にしている。
平安時代の前期における京の都。在原業平は、歌才に優れ、武勇のも長じ、恋の噂の絶えない雅な貴公子であったが、藤原氏の権勢がはびこる宮廷では出世の道は閉ざされていた。業平は太政大臣の藤原良房が今上帝の女御にあげようとしている藤原高子と花の宴で出会い、激しい恋に落ちる。伝説的美貌の貴公子、在原業平と政敵・藤原良房の娘、高子とのままならぬ恋を軸に、平安貴族の世界を妖艶に軽妙洒脱に描いた王朝絵巻。

## 公演期間と公演場所
2001年 星組公演（初演）
2001年1月2日 - 2月12日（新人公演：1月23日）宝塚大劇場
2001年 星組公演
2001年11月16日 - 12月23日（新人公演：12月4日）　東京宝塚劇場
2002年 星組公演
2002年2月2日 - 2月21日　中日劇場
2025年 月組公演
2025年4月28日 - 5月27日　全国ツアー

## スタッフ（宝塚・東京）
※氏名の後ろに「宝塚」「東京」の文字がなければ両劇場共通。
- 作曲・編曲：吉田優子
- 編曲：鞍富真一
- 音楽指揮：岡田良機（宝塚）、伊澤一郎（東京）
- 装置：大橋泰弘
- 衣装：任田幾英
- 照明：勝柴次朗
- 音響：加門清邦（宝塚）、切江勝（東京）
- 小道具：伊集院撤也
- 効果：扇野信夫
- 演出助手：藤井大介/植田景子/小柳奈穂子
- 装置補：新宮有紀
- 衣装補：河底美由紀
- 舞台進行：豊田登（宝塚）、恵見和弘（東京）
- 小道具補：谷田祥一
- 舞台美術製作：株式会社宝塚舞台
- 演奏：宝塚歌劇オーケストラ（宝塚）
- 演奏コーディネート：ダット・ミュージック（東京）
- 制作：森下信雄（宝塚）、福嶋康徳（東京）
- 演出担当（新人公演）：藤井大介

## 特別出演（宝塚における本公演）
※氏名の後ろに（）は2001、2002年当時の所属組。
- 鈴鹿照（専科）[1]
- 汝鳥伶（専科）[1]
- 香寿たつき（専科）[1]
- 絵麻緒ゆう（専科）[1]
- 初風緑（専科）[1]

## 休演者（宝塚における本公演）
- 匠ひびき[1]
- 嶺恵斗[1]

## 主な配役
|            | 2001年星組          | 2001年星組          | 2001年星組（新人公演） | 2001年星組（新人公演） | 2002年星組          | 2025年月組 |
|            | 宝塚                | 東京                | 宝塚                   | 東京                   | 中日劇場            | 全国ツアー |
| ---------- | ------------------- | ------------------- | ---------------------- | ---------------------- | ------------------- | ---------- |
| 在原業平   | 稔幸                | 香寿たつき          | 真飛聖                 | 真飛聖                 | 香寿たつき          | 鳳月杏     |
| 藤原高子   | 星奈優里            | 渚あき              | 映美くらら             | 叶千佳                 | 渚あき              | 天紫珠李   |
| 藤原基経   | 香寿たつき          | 汐風幸              | 椿火呂花               | 涼紫央                 | 汐風幸              | 風間柚乃   |
| 梅若       | 絵麻緒ゆう          | 彩輝直              | 柚希礼音               | 柚希礼音               | 彩輝直              | 礼華はる   |
| 安倍清行   | 初風緑              | 初風緑              | 涼紫央                 | 大真みらん             | 初風緑              | 夢奈瑠音   |
| 藤原良房   | 汝鳥伶              | 汝鳥伶              | 雪路歌帆               | 嶺恵斗                 | 汝鳥伶              | 英かおと   |
| 藤原良相   | 英真なおき          | 英真なおき          | 美城れん               | 青空弥ひろ             | 英真なおき          | 柊木絢斗   |
| 藤原常行   | 安蘭けい            | 安蘭けい            | 拓麻早希               | 彩海早矢               | 安蘭けい            | 彩海せら   |
| 藤原国経   | 夢輝のあ            | 夢輝のあ            | 大真みらん             | 綺華れい               | 麻園みき            | 真弘蓮     |
| 藤原多美子 | 秋園美緒            | 秋園美緒            | 陽色萌                 | 陽色萌                 | 秋園美緒            | 羽音みか   |
| 吉野       | 万里柚美            | しのぶ紫            | 毬乃ゆい               | 毬乃ゆい               | しのぶ紫            | 白雪さち花 |
| 若葉       | 映美くらら          | 叶千佳              | 陽月華                 | 陽月華                 | 叶千佳              | 乃々れいあ |
| 恬子内親王 | 琴まりえ            | 琴まりえ            | 千琴ひめか             | 千琴ひめか             | 琴まりえ            | 花妃舞音   |
| 序詞役     | 毬丘智美 鳴海じゅん | 毬丘智美 鳴海じゅん | 高宮千夏 祐穂さとる    | 高宮千夏 祐穂さとる    | 毬丘智美 鳴海じゅん | -          |
| しび       | にしき愛            | にしき愛            | 涼麻とも               | 涼麻とも               | にしき愛            | 槙照斗     |
| とね       | 陽色萌              | 陽色萌              | 琴まりえ               | 琴まりえ               | 陽色萌              | 天愛るりあ |
| 常陸       | 久城彬              | 高央りお            | 天霧真世               | 美城れん               | 高央りお            | -          |
| 江口       | 高央りお            | 美稀千種            | 綺華れい               | 天霧真世               | 紫蘭ますみ          | -          |
| 春景       | 朝澄けい            | 朝澄けい            | 銀河亜未               | 銀河亜未               | 朝澄けい            | 一輝翔琉   |
| 秋宗       | 真飛聖              | 真飛聖              | 凜華せら               | 凜華せら               | 真飛聖              | 美颯りひと |
| 真信       | 椿火呂花            | 涼紫央              | 彩海早矢               | 真汐薪                 | 涼紫央              | 相星旬     |
| 伴善男     | 鈴鹿照              | 鈴鹿照              | 水城レナ               | 水城レナ               | 鈴鹿照              | 佳城葵     |
| 伴中庸     | 涼紫央              | 大真みらん          | 大河睦                 | 一輝慎                 | 大真みらん          | 彩路ゆりか |
| 源信       | 雪路歌帆            | 青空弥ひろ          | 青空弥ひろ             | 大河睦                 | 青空弥ひろ          | -          |
| 尚侍       | しのぶ紫            | 朝峰ひかり          | 星風エレナ             | 星風エレナ             | 朝峰ひかり          | -          |
| 有子       | 朝峰ひかり          | 星風エレナ          | 夢咲みのり             | 夢咲みのり             | 星風エレナ          | 澪花えりさ |
| 吉子       | 原美苗              | 涼乃かつき          | 涼乃かつき             | 仙堂花歩               | 涼乃かつき          | 静音ほたる |
| 沢子       | 星風エレナ          | 拓麻早希            | 葉音りの               | 葉音りの               | 拓麻早希            | 朝香ゆらら |
| 秀道       | -                   | 水城レナ            | -                      | 一輝慎                 | 嶺恵斗              | 澪あゆと   |
| 豊邦       | -                   | 祐穂さとる          | -                      | 鶴美舞夕               | 祐穂さとる          | 飛翔れいや |
| 順子       | -                   | -                   | -                      | -                      | -                   | 梨花ますみ |
| あけび     | -                   | -                   | -                      | -                      | -                   | 彩みちる   |
| わらび     | -                   | -                   | -                      | -                      | -                   | 桃歌雪     |
| すぎな     | -                   | -                   | -                      | -                      | -                   | 妃純凛     |
| みつば     | -                   | -                   | -                      | -                      | -                   | 菜々野あり |
| 石茸丸     | -                   | -                   | -                      | -                      | -                   | 大楠てら   |
| 保則       | -                   | -                   | -                      | -                      | -                   | 綺乃ゆず   |
| つくし     | -                   | -                   | -                      | -                      | -                   | 美渦せいか |
| いてめ     | -                   | -                   | -                      | -                      | -                   | 星丘しずく |
| にわめ     | -                   | -                   | -                      | -                      | -                   | 八重ひめか |

## ビデオソフト・放送
※ 前年・2000年から宝塚歌劇公演の実況DVD発売が開始されていたが、本作は宝塚公演・東京公演いずれもVHS版のみの発売だった（両VHS版ともレンタル有）。

※中日劇場公演のソフト発売はなかったが、宝塚歌劇専門CS局・TAKARAZUKA SKY STAGE（スカイステージ）が独自収録しており、同局で放送された。上記の各VHS版はディスク版としての再販の機会にも恵まれていないが、スカイステージでは、上記のVHS版映像もそれぞれ放映があった。

## 備考
※音楽は当初、作者・柴田と長年協働してきた寺田瀧雄が手がける予定だったが、柴田と寺田が組んだ前作「凱旋門」の宝塚公演中に、寺田が交通事故により急逝してしまったため、代わって吉田優子（寺田の教え子）が全曲を書き下ろしている。